# Can Rosés (Cornellà de Llobregat)
Can Rosés és una antiga colònia tèxtil de Cornellà de Llobregat, situada al costat del Canal de la Infanta per aprofitar-ne l'energia hidràulica, que amb el creixement urbanístic de la població va quedar absorbida dins el nucli urbà. Una part del conjunt arquitectònic, concretament el bloc de 16 habitatges unifamiliars disposades en filera, de planta baixa i pis, està catalogat com a bé cultural d'interès local.

## Història
El 1852, el fabricant Rafael Ramoneda i Farrell (†1854) va adquirir en emfiteusi a Joaquim Cebrià un salt d'aigua al Llobregat, on els seus fills Rafael, Miquel, Pere, Josep Ramoneda i Matas van establir una fàbrica d'estampats sota el nom social de Rafael Ramoneda i Germans, moguda per una roda hidràulica, i el 1863 van adquirir en emfiteusi a Eusebi Sarriera i Mas una masia propera.
El 1868, la fàbrica, junt amb la maquinària i la masia van sortir a subhasta pública, essent adquirides el 1870 per Josep Rosés i Ricart i Josep Masriera i Vidal, que havien constituït dues societats: Rosés i Masriera, dedicada a la fabricació de puntes de París, i Tomàs, Rosés i Cia, dedicada a la filatura i teixits de cotó.
Els habitatges dels obrers va ser projectats el 1919 per l'arquitecte Andreu Calzada i Echevarria.

## Descripció
És un dels cinc grans elements de patrimoni industrial de Cornellà, al costat de Can Vilumara, Can Suris, Can Bagaria i la Central de Bombeig d'Aigües de Barcelona. Alguns dels elements característics de la colònia ja han desaparegut, com per exemple el salt d'aigua. El més remarcable del que es conserva són les tres fàbriques de pisos i els habitatges dels obrers. Es tracta d'un conjunt industrial de morfologia bàsica, és a dir, formada pel sector de producció i un reduït espai d'hàbitat, sense més serveis.
Al carrer de Víctor Pradera hi ha diverses naus en un estat de conservació no és gaire bo, i tot i que alguna de les naus alberga activitat, la major part està abandonada. Responen a la tipologia de fàbrica de pisos, amb murs de maó, en alguns llocs vist i en altres, revestit de morter de calç. Les cobertes són de teula àrab a duess vessants.
Els habitatges dels obrers es troben al carrer dels Alps, al sector Millars, al final del passatge Rius i Taulet, entre l'Escola de Formació Professional i el Reial Canal de la Infanta. Són un exemple únic a Cornellà de les colònies obreres del finals del segle xix i començaments del segle xx. Tenen un petit jardí privat i un altre de públic, i eren destinades als encarregats de la fàbrica. El conjunt es compon de disset habitatges unifamiliars de planta i pis, disposats en filera. Presenten una façana homogènia, de gran unitat compositiva, modulada rítmicament per les obertures, els baixants i les jardineres. Les obertures, d'arc carpanell, estan emmarcades amb una motllura. La coberta de teula a dos vessants, amb el carener paral·lel a la façana, reforça l'horitzontalitat dominant del conjunt. A la part posterior dels pisos hi ha l'espai per als horts.